# 奥德曼斯陨击坑

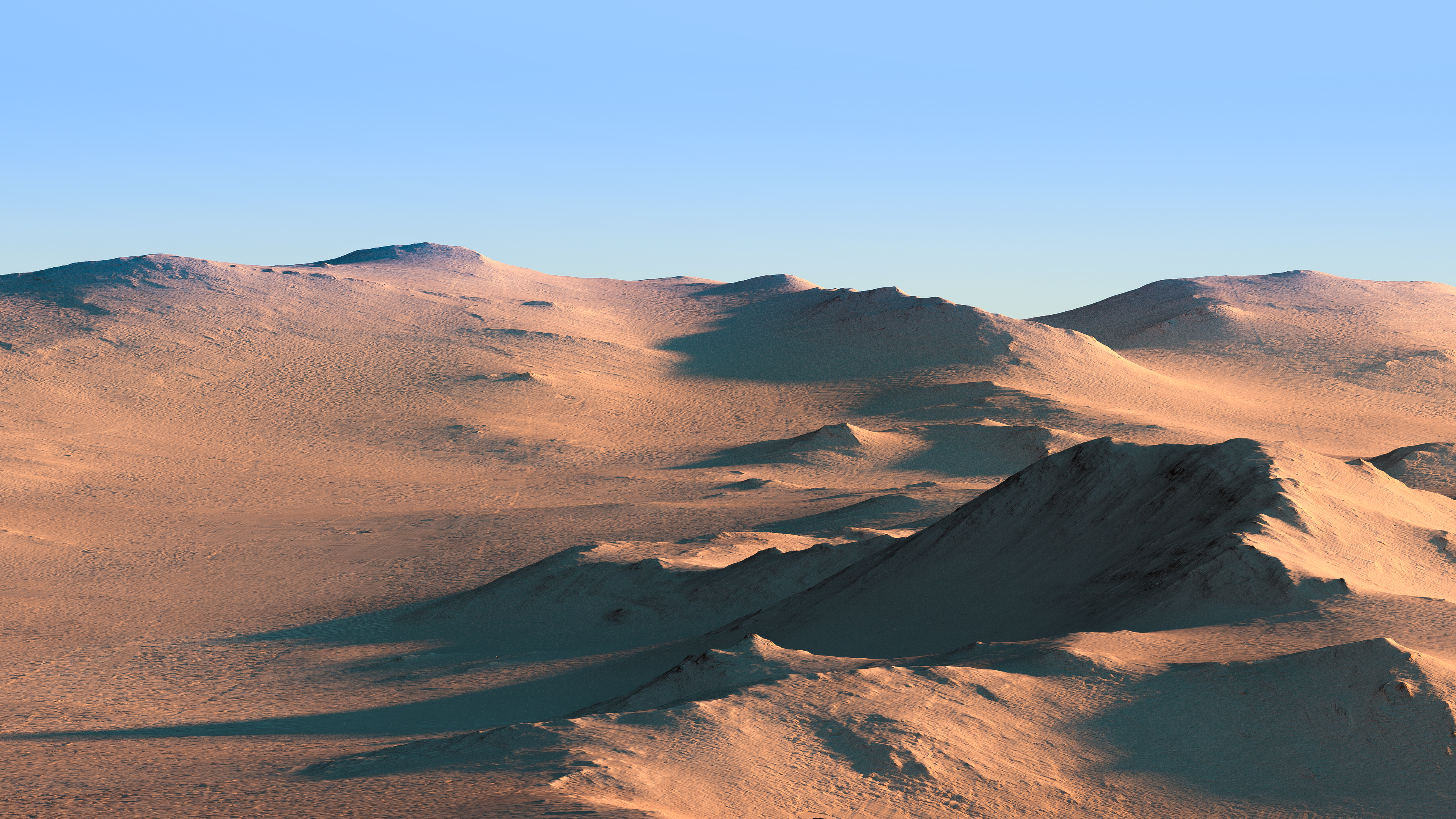
根据高分辨率成像科学设备数据绘制的奥德曼斯陨击坑中央峰。

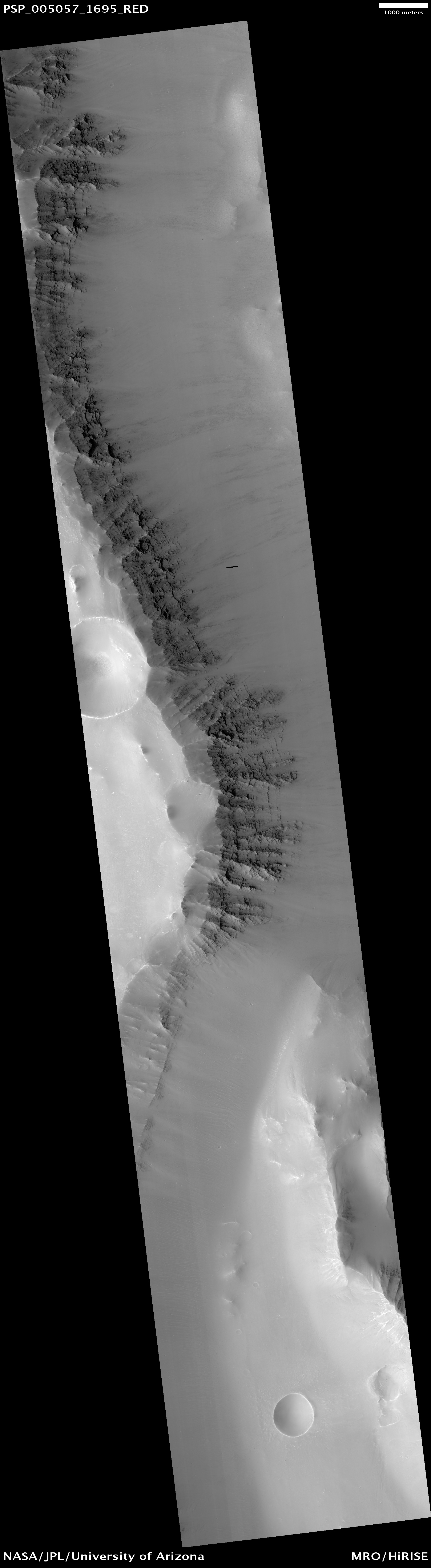
高分辨率成像科学设备显示的奥德曼斯陨击坑壁上的岩层，点击图片可查看坑壁上更多精细的岩层。

奥德曼斯陨击坑（Oudemans）是火星凤凰湖区的一座撞击坑，其中心坐标位于南纬10度、西经91.9度处，直径124公里。该特征取名自荷兰天文学家让·亚伯拉罕·克雷蒂安·奥德曼斯（1827年-1906年），1973年被国际天文联合会行星系统命名工作组批准接受。

## 描述
奥德曼斯陨击坑是一座极原始状态的撞击坑范例，其喷出物和底部细小特征仍全部保留。由于年轻，它的边缘未受到水的侵蚀。与其它一些陨坑不同，奥德曼斯陨击坑坑底没有冲积扇，沿部分边缘有一层阶坡。
它所在的位置靠近诺克提斯迷宫与水手大裂谷中伊乌斯峡谷的交叉点，大约有90公里宽，表明它是由一颗直径4.5公里的陨石所撞击形成。尼克·霍夫曼提出，这可能是导致水手谷系统东端流动沉积物形成的触发因素。他提出，撞击使地下二氧化碳永久冻土升温，导致爆炸性泄流，洪水淹没了整个水手裂谷，并流入火星北部平原。
奥德曼斯陨击坑的中央隆起丘露出了可能是沉积的层状岩石，中央隆起丘中裸露的层状岩石在地球撞击构造中也很常见，附近的水手大裂谷中也有大量暴露的层状岩石，这表明层状沉积物遍布了该地区整个区域。
奥德曼斯陨击坑的岩层与水手谷中暴露的岩层深度相同或更深，通过比较水手谷与奥德曼斯陨击坑中央隆起丘的岩层，可证明两者为具有同一来源的相似岩石类型。该地区的另外三座陨击坑：马丁（南纬21.2度、东经290.7度）、马赞巴（南纬27.3度、东经290.2度）和一座尚未命名的撞击坑（南纬28.4度、东经305度），它们的中央隆起特征中也具有精细的层状物。这四座陨坑所处的位置和保存的地层表明，它们可能是塔尔西斯火山多次喷发后所沉积的火山灰层，大量的火山活动产生了大量可能很快就被掩埋并免受陨石撞击的层状岩。高分辨率成像科学设备提供的大量细节显示，岩层层次丰富多样，有些岩层比其他层更坚硬，因为它们已形成陡峭的绝壁，而其他岩层则构成了斜坡。这种相同的布局在地球上很常见，在大峡谷的崖壁上可很容易地观察到峭壁和斜坡，当页岩侵蚀成粘土时，通常会出现斜坡。如果粘土存在于某些地层中，那么它们可能是在有水时所形成，粘土需要水才能形成。 因此，斜坡可能会显示该区域被水覆盖的时期，也许那时的生命也很丰富。单击下方奥德曼斯陨击坑坑壁的图像，可清楚地看到这些岩层。